# 피라밍크스 크리스탈

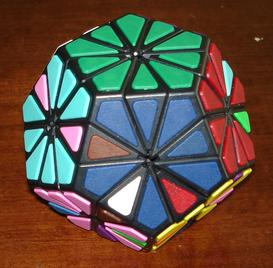
부분적으로 완성된 피라밍크스 크리스탈

피라밍크스 크리스탈(영어: Pyraminx Crystal)은 정십이면체 퍼즐로 루빅스 큐브와 메가밍크스와 유사하다. 우베 메페르트(Uwe Mèffert)가 만들었고 그의 퍼즐 샵에서 2008년부터 팔기 시작했다.
이 퍼즐은 원래 Brilic이라고 불렸고, 트위스티 퍼즐 포럼(Twisty Puzzles Forum)의 멤버인 Aleh Hladzilin에 의해서 2006년에 처음으로 만들어졌다.
메페르트가 고안하고 파는 다른 것으로는 피라밍크스가 있다.

## 역사

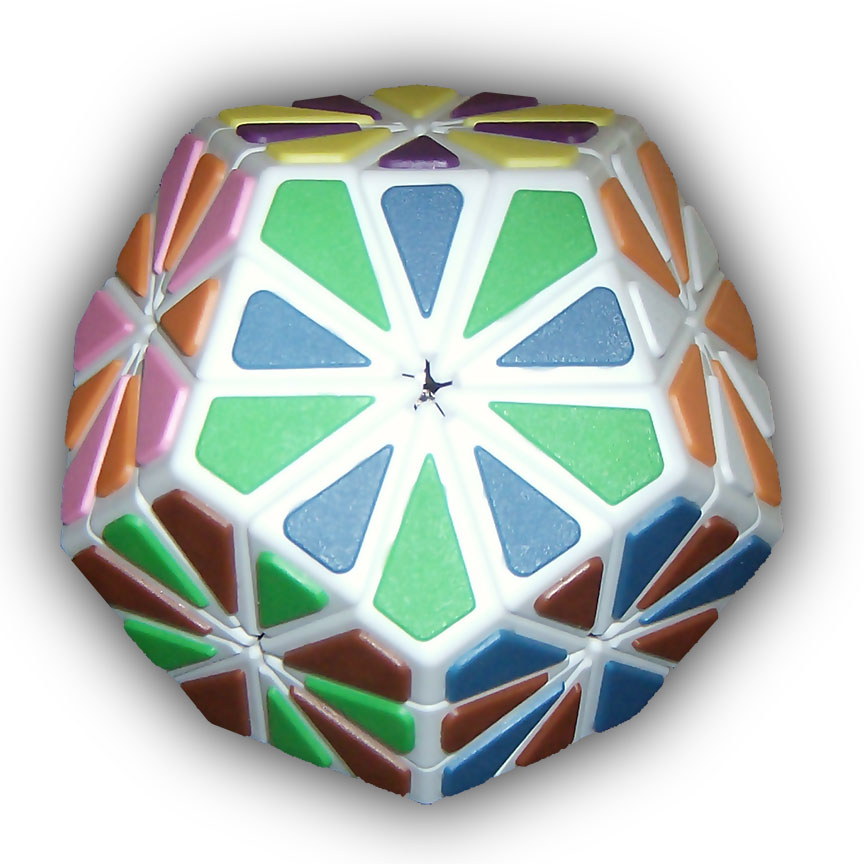
면을 별 모양으로 만든 몸체가 흰색인 피라밍크스 크리스탈.

피라밍크스 크리스탈은 1987년 6월 16일에 유럽에 특허를 받았고, 특허 번호는 DE8707783U이다.
2007년 말에, 우베 메페르트는 세계적인 퍼즐 팬들의 요청에 의해서 퍼즐을 생산하기 시작했다. 퍼즐은 2008년 2월달에 처음으로 배송되었다. 두 종류의 12색 변형이 있는데, 하나는 루빅스 큐브와 그 변형들처럼 몸체가 검은 색이고 다른 것은 흰색이다.
퍼즐 회사 QJ는 이 퍼즐을 2010년에 생산하기 시작했고, 메페르트의 퍼즐 회사가 QJ를 상대로 소송을 제기하게 되었다.
피라밍크스 크리스탈은 상당히 빨리 재고가 없어졌고 수집가용 퍼즐이 되었다. 2011년 8월에 품질을 약간 개선시킨 퍼즐을 새로 만들어졌다.

## 해석

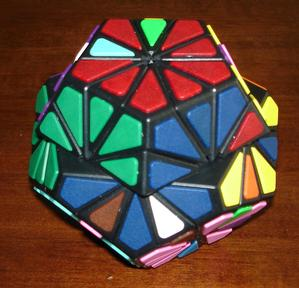
중앙을 비튼 피라밍크스 크리스탈

퍼즐은 오각형 면의 중앙에서 절단면이 만나도록 자른 정이십면체 조각으로 이루어져 있다. 이 절단면은 퍼즐을 귀퉁이 조각 20개와 모서리 조각 30개로, 총 50 조각으로 나눈다.
각각의 면은 귀퉁이 조각과 모서리 조각이 각각 5개가 있다. 한 면을 돌리면, 이 조각과 추가로 모서리 조각 5개가 같이 움직인다. 각 귀퉁이 조각은 면 3개가 공유하고 모서리 조각은 면 2개가 공유한다. 인접한 면을 교대로 돌리면 이 조각의 위치가 바뀐다.
이 퍼즐의 목적은 색을 섞고 원래 상태로 되돌리는 것이다.

## 해법
이 퍼즐은 본질적으로 메가밍크스를 더 깊게 자른 버전이고, 따라서 메가밍크스에서 귀퉁이 조각을 맞추는 알고리즘이 메가밍크스 크리스탈에도 쓰인다. 그 다음에 모서리 조각은 피라밍크스와 유사하게 귀퉁이 조각을 그대로 두는 단순한 4회전 알고리즘 R L' R' L을 통해서 맞출 수 있다. 이것은 모서리 조각이 맞춰질 때까지 반복적으로 적용할 수 있다.

## 조합의 수
모서리 조각이 30개가 있고 각각 2가지 방향이 있으며, 귀퉁이 조각이 20개가 있고 각각 3가지 방향이 있어서 최대 30!·230·20!·320가지 조합이 나올 수 있다. 하지만, 다음의 이유 때문에 이 상한까지는 도달할 수 없다:
1. 모서리 조각은 짝순열만이 가능하다. 따라서 모서리 조각의 배열의 가짓수를 30!/2가지로 줄인다.
2. 마지막 모서리 조각의 방향은 나머지 모서리 조각의 방향에 의해 결정된다. 따라서 모서리 조각의 방향의 가짓수를 229가지가 된다.
3. 귀퉁이 조각은 짝순열만이 가능하다. 귀퉁이 조각의 배열은 20!/2가지이다.
4. 마지막 귀퉁이 조각의 방향은 나머지 귀퉁이 조각의 방향에 의해 결정된다. 귀퉁이 조각의 방향은 319가지이다.
5. 퍼즐 전체의 방향은 상관이 없다(참고할 기준이 될 면 중앙 조각이 없기 때문이다). 전체 가짓수를 60으로 나눈다. 첫번째 귀퉁이 조각의 위치와 방향은 60가지가 있지만 면 중앙 조각이 없기 때문에 모두 동일하다.

따라서 총{\displaystyle {\frac {30!\times 2^{27}\times 20!\times 3^{19}}{60}}\approx 1.68\times 10^{66}}가지 조합을 얻을 수 있다.
전체 숫자는 1677826942558722452041933871894091752811468606850329477120000000000(약 168 불가사의)이다.

## 같이 보기
- 루빅스 큐브
- 메가밍크스
- 도직
- 피라밍크스
- 조합 퍼즐